# Phycisphaeraceae
Die Phycisphaeraceae sind eine Familie von Bakterien im Phylum Planctomycetota innerhalb der PVC-Gruppe.

## Beschreibung
Die Typusart ist Phycisphaera mikurensis mit Referenzstamm FYK2301M01T (alias DSM:103959 oder NBRC:102666).
Dieser Stamm, sowie zwei weitere, FYK2301M18 (alias NBRC 102667) und FYK2301M52 (alias NBRC 102668) sind alle gramnegativ, kugelförmig, beweglich und fakultativ anaerob.
Sie wurden aus einer Meeresalge (Porphyra sp.) isoliert, die aus Proben von der Insel Mikura, Japan, stammte. Die Kolonien dieser Stämme sind kreisförmig und rosa pigmentiert. Sie wurden kultiviert auf Marine Agar 2216 (Difco) bei 25 °C.
Die Zellen der Stämme vermehren sich durch binäre Spaltung (Schizotomie).
Der G+C-Gehalt der DNA beträgt 73 mol%.
Als wichtigstes Isoprenoidchinon war MK-6.
Eine phylogenetische Analyse auf der Grundlage von 16S-rRNA-Gensequenzen ergab, dass die Stämme Mitglieder der provisorisch als WPS-1 bezeichneten Gruppe sind (Nogales et al., 2001) sind, die damals keine gültig beschriebenen Taxa innerhalb des Phylums der Planctomyceten umfasste.
Der höchste Ähnlichkeitswert der 16S-rRNA-Gensequenzen der drei Stämme mit denen von etablierten Bakterientaxa lag bei nur 78,7 % zu Planctomyces brasiliensis DSM 5305T. Diese Ergebnisse führten zur Einrichtung einer neuen Klasse Phycisphaerae für die WPS-1-Gruppe mit der die drei Stämme umfassenden Typusart Phycisphaera mikurensis, wobei der M01-Stamm als Referenz gewählt wurde.

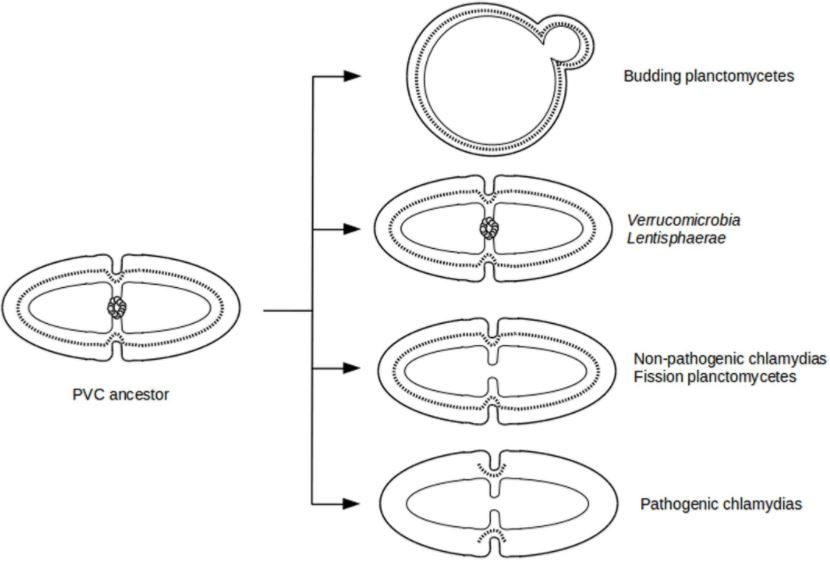
Darstellung der Zellteilungsmodi im letzten gemeinsamen Vorfahren der PVC-Gruppe und in einigen heutigen PVC-Vertretern: Äußere Membranen werden durch dicke Linien dargestellt, innere Membranen durch dünne Linien. Die Peptidoglykanschicht ist durch gepunktete Linien dargestellt, und FtsZ-Proteine sind als Ring aus grauen Kreisen dargestellt.

## Etymologie
Die Bezeichnungen der Klasse Phycisphaerae, Ordnung Phycisphaerales und Familie Phycisphaeraceae sind abgeleitet von der Typusgattung Phycisphaera, versehen mit dem für die jeweilige Rangstufe zugehörigen Suffix.
Die Bezeichnung der Typusgattung Phycisphaera setzt sich zusammen aus einem von altgriechisch φύκος phŷkos, deutsch ‚(See-)Tang‘ stammenden Präfix und einem von σφαῖρα, deutsch ‚Hülle‘, lateinisch sphaera (Sphäre), bzw. ‚Ball‘ (Kugel) stammenden Suffix: Die Bezeichnung verweist auf ein sphärisches (kugelförmiges) Bakterium, dass von Seetang isoliert wurde.

## Systematik
Thomas Cavalier-Smith und Chao ordneten 2020 diese Klasse dem Infraphylum „Planctomycetia“ Cavalier-Smith 2020 zu.
Die gegenwärtig akzeptierte Taxonomie basiert auf der List of Prokaryotic names with Standing in Nomenclature (LPSN) und dem National Center for Biotechnology Information (NCBI). Ergänzt sind einige Mitglieder mit vorläufigen Bezeichnungen nach der Genome Taxonomy Database (GTDB), Stand 18. November 2023:
Phylum: Planctomycetota
- Klasse: Phycisphaerae Fukunaga et al. 2010 (früher WPS-1-Gruppe genannt)[10][7]
  - Ordnung: Phycisphaerales Fukunaga et al. 2010
    - Familie: Phycisphaeraceae Fukunaga et al. 2010
      - Algisphaera Yoon et al. 2014
        - Algisphaera agarilytica Yoon et al. 2014 (Typus),
mit Referenzstamm 06SJR6-2[11] alias KCTC:32482, NBRC:109894 oder DSM:103725
        - Algisphaera sp023300125 (GTDB) syn. Phycisphaera sp. isolate g3_MAG_00007 (NCBI)(verschoben)

      - Mucisphaera Kallscheuer et al. 2022
        - Mucisphaera calidilacus Kallscheuer et al. 2022 (Monotyp),
mit Referenzstamm Pan265 alias DSM:100697 oder CECT:30425

      - Phycisphaera Fukunaga et al. 2010
        - Phycisphaera mikurensis Fukunaga et al. 2010 (Typus),
mit Referenzstamm FYK2301M01 alias KCTC:22515, NBRC:102666 oder DSM:103959
und den Stämmen FYK2301M18 alias NBRC 102667, sowie FYK2301M52 alias NBRC 102668[1]
        - Phycisphaera sp. RhM

      - Poriferisphaera Kallscheuer et al. 2021
        - Poriferisphaera corsica Kallscheuer et al. 2021[11] (Typus),
mit Referenzstamm KS4 alias DSM:103958 oder BCCM/LMG:29824
        - „Poriferisphaera hetertotrophicis“ Zheng et al.  2023[12] syn. Poriferisphaera sp016350165 (GTDB) und Planctomycetota bacterium strain ZRK32 (NCBI),[13]
mit Referenzstamm ZRK32

      - Mitglieder der Familie ohne Gattungszuweisung mit vorläufigen Bezeichnungen nach der NCBI-Taxonomie
        - Phycisphaeraceae bacterium AH-315-B13
        - Phycisphaeraceae bacterium D3-23
        - Phycisphaeraceae bacterium YUMCWW1
        - Planctomycete GMD14H07[14][11]

    - Familie SM1A02 (GTDB)[15]
      - UBA8653
        - UBA8653 sp002168105 syn. Phycisphaera sp. TMED24 (ausgegliedert aus der Gattung u. Fam.)
        - UBA8653 sp002862275 syn. Phycisphaera sp. TMED151 (ausgegliedert aus der Gattung u. Fam.)

      - UBA12014
        - UBA12014 sp002167845syn. Phycisphaera sp. TMED9 (ausgegliedert aus der Gattung u. Fam.)
        - UBA12014 sp002690755 syn. Phycisphaeraceae bacterium TMED231 (ausgegliedert aus der Fam.)

      - Mitglieder der Familie ohne Gattungszuweisung
        - Uncultured Planctomycetales bacterium clone SM1A02 (NCBI)[16]

  - Ordnung: „Sedimentisphaerales“ Spring et al.2018
  - Ordnung: „Tepidisphaerales“ Kovaleva et al. 2015

## Phylogenie
|  | Phycisphaera                                                    |
|  |                                                                 |
|  | \| \| Algisphaera \| \| \| \| \| \| Poriferisphaera \| \| \| \| |
|  |                                                                 |
|  | Algisphaera                                                     |
|  |                                                                 |
|  | Poriferisphaera                                                 |
|  |                                                                 |

|  | Algisphaera     |
|  |                 |
|  | Poriferisphaera |
|  |                 |

|  | Phycisphaera                                                    |
|  |                                                                 |
|  | \| \| Algisphaera \| \| \| \| \| \| Poriferisphaera \| \| \| \| |
|  |                                                                 |
|  | Algisphaera                                                     |
|  |                                                                 |
|  | Poriferisphaera                                                 |
|  |                                                                 |

|  | Algisphaera     |
|  |                 |
|  | Poriferisphaera |
|  |                 |